# 海厄特 (密蘇里州)
海厄特（英語：Hiatt）是位於美國密蘇里州韋伯斯特縣的非建制地區。

## 歷史
海厄特的郵局於1899年設立，其後於1905年停運。

## 地理
海厄特所處的海拔為高於海平面428米（即1404英呎），而該地所採用的時區為UTC-6，即北美中部時區（CST）。同時該地設有夏令時間，為UTC-6調快一小時，即UTC-5（CDT）。